# Opalögonfisk
Opalögonfisk (Girella nigricans) är en fiskart som först beskrevs av Ayres, 1860.  Opalögonfisk ingår i släktet Girella och familjen Kyphosidae. IUCN kategoriserar arten globalt som livskraftig. Inga underarter finns listade i Catalogue of Life.